# آيت باعمران (أولاد عامر تزمرين)
آيت باعمران هي إحدى مشيخات المملكة المغربية، تتبع جغرافيا لإقليم الرحامنة وإداريًا لأولاد عامر تزمرين. يقدر عدد سكانها بـ 12586 نسمة حسب الإحصاء الرسمي للسكان والسكنى لسنة 2004.